# Union patriotique du Kurdistan
Pour les articles homonymes, voir Union patriotique.
L’Union patriotique du Kurdistan (en sorani : یەکێتیی نیشتمانیی کوردستان/Yekêtiy Nîştimaniy Kurdistan, abrégé en UPK) est un parti politique du Kurdistan irakien fondé par Jalal Talabani et dirigé par intérim par Kosrat Rassoul Ali. Il contrôle le sud du Kurdistan (c'est-à-dire la partie sud du Kurdistan autonome) jusqu'à la frontière avec l’Iran. Il défend une conception laïque et antiféodale de la société kurde.

## Présentation
L'UPK est issu d'une scission du Parti démocratique du Kurdistan (PDK) survenue en 1975 après les accords d'Alger censés régler les différends territoriaux entre l'Iran et l'Irak.
Le parti bénéficie dès sa fondation de rapports amicaux avec la Syrie, puis surtout avec l'Iran après la révolution iranienne.
Les deux partis, le PDK de Massoud Barzani et l'UPK de Talabani, s'affrontent de 1994 à 1996.
En 1996, l'UPK est chassé d’Erbil, la capitale sud du Kurdistan, par le PDK et l’armée irakienne.
L'UPK et le PDK concluent une alliance en 2002, peu de temps avant l'intervention américaine.
L'UPK est membre de l'Internationale socialiste.

## Membres notoires
- Fouad Massoum, ancien Premier ministre du Gouvernement régional du Kurdistan et ancien président irakien.
- Jalal Talabani, ancien président irakien.
- Fouad Massoum, ancien président irakien.
- Barham Salih, ancien président irakien.
- Abdel Latif Rachid, président irakien.
- Kosrat Rasoul Ali, vice-président du Kurdistan irakien
- Nawshirwan Mustafa, membre fondateur qui a quitté le parti pour fonder le Mouvement Goran
- Adel Mourad, ambassadeur d'Irak en Roumanie
- Ibrahim Ahmad, nouvelliste kurde
- Shahab Sheikh Nuri, homme politique kurde influent